# Calliopsis verbenae
Calliopsis verbenae är en biart som beskrevs av Cockerell och Porter 1899. Calliopsis verbenae ingår i släktet Calliopsis och familjen grävbin. Inga underarter finns listade.